# ديزوسين
ديزوساين dezocine أو يعرف (DalganTM WY16225) هو مسكن ألم أفيوني يعمل على المستقبلات الأفيونية ميو ودلتا وكابا. تم تصنيعه أول مرة عام 1970م. وله تأثير مختلط كناهض ومناهض للمستقبلات الأفيونية. هو مرتبط بالبنتازوسين, وله ملف مشابه بالتأثيرات كالفعل المسكن وإحداثه للنشوة بالجرعات المنخفضة، لكنه يحدث هلوسات وانزعاج بالجرعات العالية، وذلك يعزى غالبا لتأثيره على المستقبلات كابا الأفيونية.

## التاريخ
الديزوسين حصل على براءة الاختراع بواسطة شركات المنتجات الرئيسية الأمريكية في عام 1978. ومن ثم أجرت التجارب السريرية 1979-1985، قبل الموافقة عليه من قبل الولايات المتحدة إدارة الغذاء والدواء (FDA) في عام 1986. واعتبارا من عام 2011م  تم التوقف عن استخدام ديزوسين في الولايات المتحدة.

### التخليق
ديزوسين [(−)-13β-amino-5,6,7,8,9,10,11,12-octahydro-5α-methyl-5,11-methanobenxocyclodecen-31-ol, hydrobromide] عبارة عن مسحوق بلوري أبيض شاحب. ليس له رائحة واضحة. الملح منه قابل للذوبان في 20 & nbsp؛ ملغ / مل، ومحلوله 2٪ يعطي الرقم الهيدروجيني 4.6.

## التوافر الحيوي والمستقبلات الهدف
- يملك توافر حيوي يقدر ب97%.
- عمر نصفي يقدر ب 2.2سا.
- يعمل كناهض جزئي على مستقبلات ميو الأفيونية وكمناهض على مستقبلات كابا الأفيونية.
- وجد أن اليزوساين أكثر فعالية في تسكين الألم من البيثيدين بيثيدين, وبالتالي فهو أكثر فعالية من البنتازوسين, لكنه يسبب تثبيط تنفسي أكبر من البنتازوسين.
- هو دواء مفيد في علاج الألم، لكن الدوخة التي يسببها حد من استخدامه السريري. كما أنه يمكن أن يسبب أعراض انسحاب الأفيون خاصة لدى المرضى المعتمدين على أفيونات أخرى.

## الاستخدام الطبي
- يوصف للمرضى الذين سيخضعون لعمل جراحي، حيث يعطى وريديا. بسبب فاعليته الكبيرة يوصف بجرعة 0.1ملغ/كغ كجرعة أساسة (قاعدية).
- هو مسكن ألم أكثر فاعلية من المورفين والكافئين والبيثيدين. لكنه يبقى أقل فاعلية من النالتركسون.
- يعطى حقنا وريديا.
- يمكن أن يعطى جرعات تحت العضل.

## الآثار الجانبية
- التثبيط التنفسي. والذي يبدأ بالحدوث عند الوصول لسقف جرعة 0.3-0.4ملغ/كغ.
- الدوخة.
- انزعاج هضمي.
- يسبب هلوسات بالجرعات العالية.
- غثيان وإقياء.
- جفاف الفم.
- تعرق.
- حكة.
- توهج.
- تخريش مكان الحقن.

## تحذيرات
يعطى بحذر ل:
- مرضى الربو, والأمراض الكلوية، والأمراض الكبدية، والرئوية، والبولية. والدماغية، والصفراوية.
- إصابة حديثة في الرأس.
- الحساسية.

## التداخلات الدوائية
- السيميتيدين.
- الحبوب المنومة والمركنات وأدوية الاكتئاب ومضادات الاختلاج (الصرع).
- المركبات الأفيونية الأخرى
- بعض مضادات الهيستامين مثل ديفينهيدرامين والذي يمكن أن يوجد في العديد من الأدوية التي تصرف من دون وصفة كأدوية السعال والزكام. حيث أنها من الممكن أن تزيد من الدوخة التي يسببها الديزوساين.